# Rusia en los Juegos Paralímpicos de Salt Lake City 2002
Rusia estuvo representada en los Juegos Paralímpicos de Salt Lake City 2002 por un total de 26 deportistas, 19 hombres y siete mujeres.

## Medallistas
El equipo paralímpico ruso obtuvo las siguientes medallas:
| Nombre                                                  | Deporte        | Evento                                   |
| ------------------------------------------------------- | -------------- | ---------------------------------------- |
| Oro                                                     |                |                                          |
| Valeri Kouptchinski                                     | Esquí de fondo | 10 km B1 masculino                       |
| Valeri Kouptchinski                                     | Esquí de fondo | 20 km discapacidad visual masculino      |
| Serguéi Shilov                                          | Esquí de fondo | 5 km silla de esquí LW10 masculino       |
| Serguéi Shilov                                          | Esquí de fondo | 15 km silla de esquí LW10-12 masculino   |
| Taras Kryjanovski                                       | Esquí de fondo | 5 km silla de esquí LW12 masculino       |
| Mijaíl Terentiev                                        | Esquí de fondo | 10 km silla de esquí LW10 masculino      |
| Irek Mannanov Serguéi Shilov Nikolái Ilioutchenko       | Esquí de fondo | 1 × 2,5/2 × 5 km clase abierta masculino |
| Plata                                                   |                |                                          |
| Valeri Darovskij                                        | Biatlón        | 7,5 km de pie masculino                  |
| Tatiana Ilioutchenko                                    | Esquí de fondo | 15 km discapacidad visual femenino       |
| Irek Mannanov                                           | Esquí de fondo | 5 km B3 masculino                        |
| Irek Mannanov                                           | Esquí de fondo | 10 km B3 masculino                       |
| Mijaíl Terentiev                                        | Esquí de fondo | 5 km silla de esquí LW10 masculino       |
| Mijaíl Terentiev                                        | Esquí de fondo | 15 km silla de esquí LW10-12 masculino   |
| Nikolái Ilioutchenko                                    | Esquí de fondo | 5 km B2 masculino                        |
| Serguéi Shilov                                          | Esquí de fondo | 10 km silla de esquí LW10 masculino      |
| Irina Polyakova Elvira Ibraguinova Tatiana Ilioutchenko | Esquí de fondo | 3 × 2,5 km clase abierta femenino        |
| Bronce                                                  |                |                                          |
| Inga Medvedeva                                          | Esquí alpino   | Descenso LW2 masculino                   |
| Alekséi Moshkine                                        | Esquí alpino   | Eslalon LW3,5/7,9 masculino              |
| Tatiana Ilioutchenko                                    | Esquí de fondo | 10 km B3 femenino                        |
| Valeri Kouptchinski                                     | Esquí de fondo | 5 km B1 masculino                        |
| Nikolái Ilioutchenko                                    | Esquí de fondo | 10 km B2 masculino                       |